# Hemibagrus amemiyai
Hemibagrus amemiyai är en fiskart som först beskrevs av Kimura, 1934.  Hemibagrus amemiyai ingår i släktet Hemibagrus och familjen Bagridae. Inga underarter finns listade i Catalogue of Life.